# Konrad Zitelmann (Verwaltungsjurist)
Otto Konrad Zitelmann (Pseudonym: Konrad Ernst) (* 30. September 1814 in Stettin; † 7. Mai 1889 ebenda) war ein deutscher Verwaltungsjurist und Schriftsteller.

## Leben
Konrad Zitelmann war der Sohn des Justizrats, Notars und Generallandschaftssyndikus in Stettin Carl Wilhelm Otto Zitelmann. Er besuchte das Marienstiftsgymnasium in Stettin. Nach dem Abitur studierte er an der Ruprecht-Karls-Universität Heidelberg, der Rheinischen Friedrich-Wilhelms-Universität, der Ludwig-Maximilians-Universität München und der Friedrich-Wilhelms-Universität zu Berlin Rechtswissenschaft. In Heidelberg wurde er Renonce des Corps Saxo-Borussia. 1834 wurde er Mitglied des Corps Borussia Bonn, 1835 des Corps Vandalia Rostock.
Nach dem Studium war er Assessor bei der Generalkommission in Berlin, Stargard und Stettin. Nach vier Jahren als Kommissarius der Generalkommission in Stargard wurde er Regierungsrat in Stettin. 1857 schied er aus dem Staatsdienst aus und wurde Direktor der von ihm gegründeten Germania-Versicherung in Stettin. 1862 kehrte er in den Staatsdienst zurück. 1881 wurde er pensioniert. Neben seinen dienstlichen Aufgaben betätigte sich Zitelmann schriftstellerisch. Er veröffentlichte unter dem Pseudonym Konrad Ernst.
Zitelmann war verheiratet mit Ida Edwine von der Marwitz. Aus der Ehe gingen acht Kinder hervor, darunter die Schriftstellerin Katharina Zitelmann und der Jurist Ernst Zitelmann. Der Schriftsteller Konrad Telmann war sein Neffe.

## Auszeichnungen
- Ernennung zum Geheimen Regierungsrat
- Ehrenmitglied des Corps Vandalia Rostock

## Schriften
- Norddeutsche Bauerngeschichten. 2. Auflage, 1854
- Der Pfarrer von Buchendorf. Roman, 1857
- Bilder aus der Beamtenwelt. 1859
- Otto der Große. Oratorium (komponiert von Karl Adolf Lorenz), 1877